# Església Evangèlica de Poblenou
L'Església Evangèlica de Poblenou és un centre religiós al xamfrà dels carrers de Llull i de la Llacuna. L'arribada de la Comunitat Evangèlica al barri del Poblenou i l'obertura de la capella evangèlica i les escoles daten del 1875, tot i que l'autorització de l'Ajuntament de Sant Martí de Provençals és del 10 de febrer de 1870, emparant-se en la llibertat de cultes promoguda en la Constitució de l'any 1869. La comunitat evangèlica, primerament, es va reunir en uns baixos de la Rambla del Poblenou, on és ara el número 38, i després van anar a l'actual local. A l'inici de la Guerra Civil Espanyola, el 1936, la capella evangèlica va ser cremada parcialment. La comunitat, durant l'any 2000, va celebrar els 125 anys de presència evangèlica al Poblenou.